# Бистрок
Бистрок — річка в Україні, в межах Народицького району Житомирської області. Ліва притока Грезля (басейн Дніпра). 
Довжина 3,1 км. Річище звивисте. 
Бере початок серед лісу в урочищі Антинове за 1 км на захід від с. Радча. Перші 500 м русло пересихаюче. Залізницю Овруч-Вільча проходить під залізничним мостом. Тече на південь, з відхиленням у середній течії у східному напрямку. Протікає виключно лісом, поза межами поселень. Впадає у Грезлю навпроти села Грезля.